# 小山五朗
小山 五朗（こやま ごろう、1947年3月21日 - ）は、日本の文部官僚。財団法人好仁会理事長。

## 来歴・人物
長野県屋代高等学校を卒業し、1968年に国家公務員試験・初級（高校卒業程度）に合格。東京大学に就職。1972年に文部省に転勤し、大学学術局、大学局、高等教育局で業務に係員として携わる。その後、広島大学庶務部長、筑波大学学生部長、国立日高少年自然の家所長、総合研究大学院大学事務局長を経て、国立高等専門学校機構事務局長を最後に文部科学省を退職。2005年4月より財団法人好仁会理事長。

## エピソード
- 東京大学医学部附属病院内でローソンをフランチャイズ経営していることについて、「通常のコンビニは約2500品目の品ぞろえだが、公益性を重視して4500品目を常備している。ロイヤルティーをローソンに十数%払わなければならず、経営は楽ではない」と話した[1]。

### 自負
- また、病院内の店を財団がほぼ独占している慣行について、「病気の人たちのために正月に門松を飾ったり、ひな人形を飾ったり、民間業者ではできないことをやっている自負がある」と話した[1]。